# Las Rinconadas
Las Rinconadas es una Aldea castellanomanchega perteneciente al municipio de Santa Cruz de Moya, ubicada en la provincia de Cuenca, España. Se encuentra justo en el límite con la comunidad valenciana y la comunidad de Aragón.

## Localización

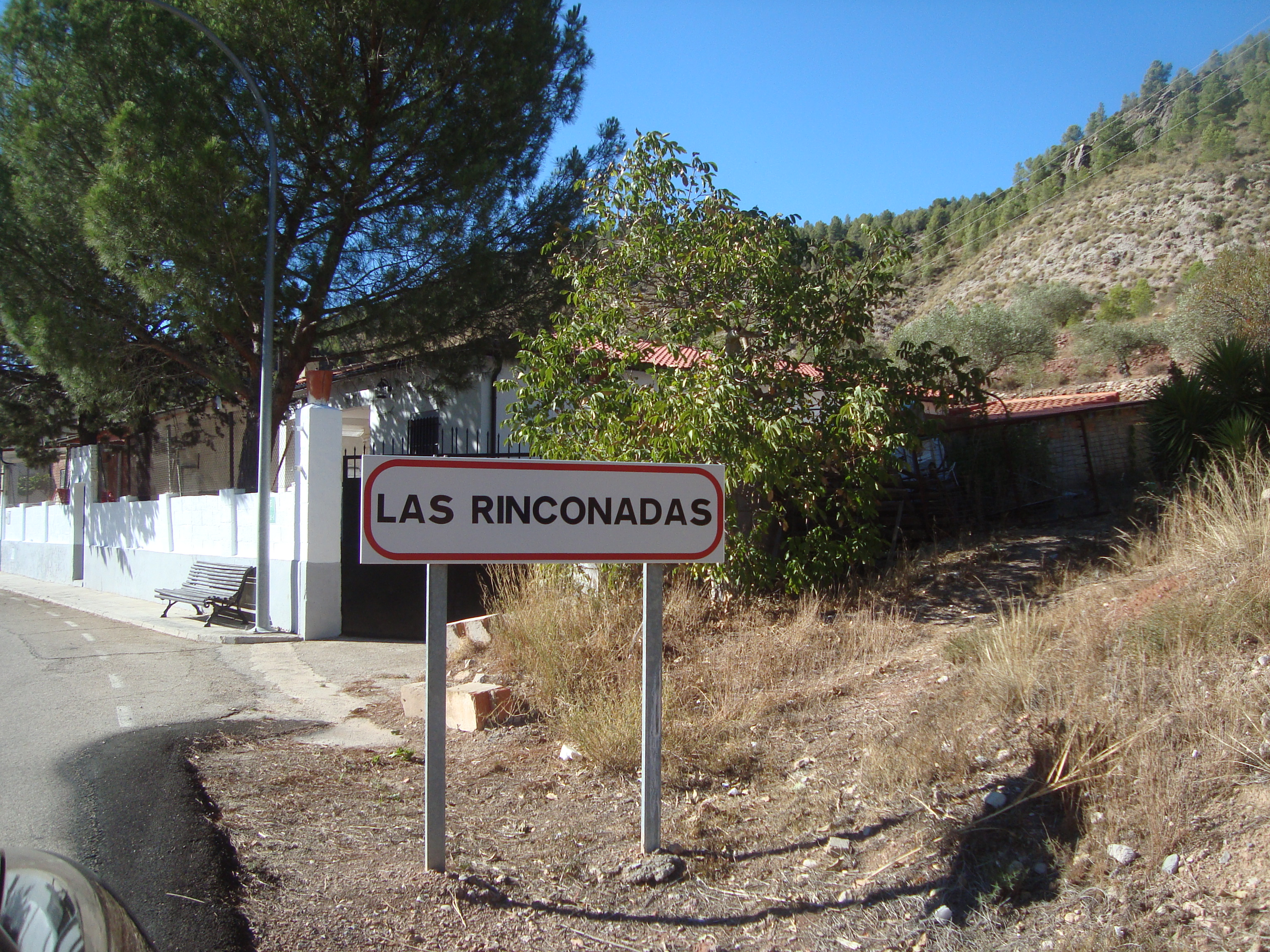
Las Rinconadas, Santa Cruz de Moya (Cuenca)

Se ubica en la comarca de la Serranía de Cuenca, en la subcomarca de la Serranía Baja, en el valle del río Turia.

## Enlaces
Web Oficial de Las Rinconadas
Asociación Cultural Social Recreativa Rinconadas (ACSRR)
Web Oficial del Ayuntamiento de Santa Cruz de Moya

## Imágenes
- Datos: Q5970737